# Anni 1990
Gli anni 1990, comunemente chiamati anni Novanta, sono il decennio che comprende gli anni dal 1990 al 1999 inclusi.

## Eventi, invenzioni e scoperte

### 1990
- 1º gennaio: in Giappone inizia una lunghissima crisi economica.
- 15 gennaio: viene creata a Parigi la Banca europea per la ricostruzione e lo sviluppo.
- 21 marzo: la Namibia ottiene l'indipendenza dal Sudafrica.
- 17 maggio: l'OMS cancella l'omosessualità dall'elenco delle malattie mentali.
- 8 luglio: la Nazionale tedesca occidentale vince il mondiale di calcio in Italia, conquistando il terzo titolo.
- Nelson Mandela viene eletto vice presidente del Congresso Nazionale Africano.
- 2 agosto: inizio della Guerra del Golfo (1990-1991). Le truppe irachene guidate da Saddam Hussein invadono il Kuwait.
- 3 ottobre: riunificazione tedesca, Germania Est e Germania Ovest diventano un unico stato, con la confluenza della prima nella seconda.
- 15 ottobre: viene assegnato il Premio Nobel per la pace a Michail Gorbačëv.

### 1991
- 25 giugno: Inizia in Jugoslavia una sanguinosa guerra civile che si protrarrà per quattro anni. La Slovenia e la Croazia proclamano la propria indipendenza e le truppe federali serbe invadono prima la Slovenia, uscendone però sconfitte dopo pochi giorni, e poi la Croazia proclamando di voler difendere gli interessi della minoranza serba nel Paese.
- 28 giugno: viene sciolto il COMECON, l'organismo di mutua assistenza economica e commerciale tra gli Stati socialisti.[senza fonte]
- Fallisce in Unione Sovietica un colpo di Stato contro Michail Gorbačëv, il cosiddetto putsch di agosto. Il fallimento del golpe, che intendeva ripristinare il vecchio sistema stalinista, accelera, in realtà, il processo di dissoluzione della vecchia URSS. Boris Nikolaevič El'cin guida la reazione e il 12 giugno viene eletto presidente della Russia. Nel corso dell'anno Lituania, Lettonia, Estonia, Ucraina, Bielorussia, Armenia, Turkmenistan e Tagikistan proclamano la propria indipendenza. Michail Gorbačëv si dimette il 25 dicembre, e il giorno dopo l'URSS viene ufficialmente sciolta.
- Il 22 luglio viene arrestato Jeffrey Dahmer, passato alla storia come "Il cannibale di Milwaukee". Gli verranno attribuiti 15 omicidi, per i quali sarà condannato a 15 ergastoli, ma lui ha sempre sostenuto che gli omicidi fossero 17. Tre anni dopo, Dahmer verrà ucciso in carcere da uno squilibrato.
- Il 30 agosto Mike Powell supera il record del mondo di salto in lungo (in carica da 23 anni) con la misura di 8,95 metri.

### 1992

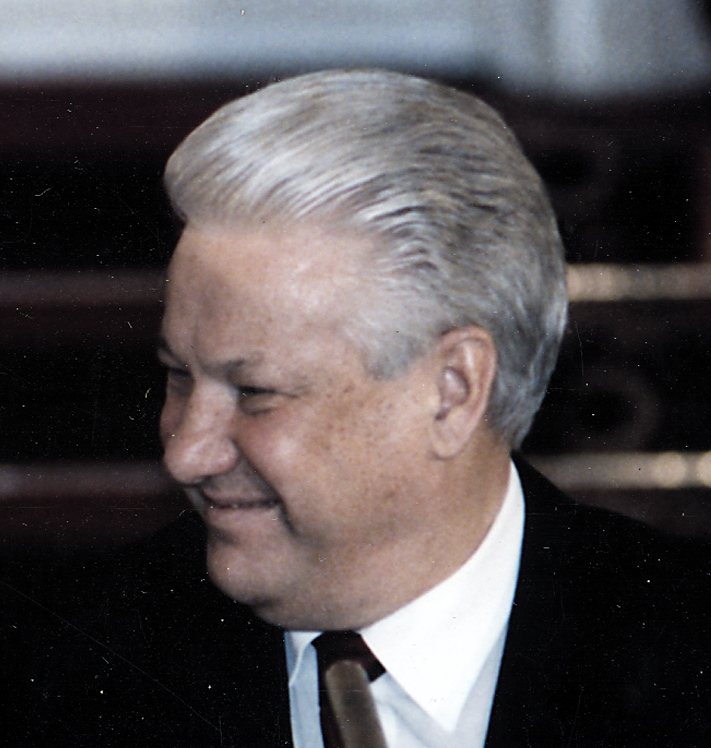
Boris El'cin (3 gennaio 1993)

- La NATO e l'ONU varano misure contro la Serbia visto l'aggravarsi della guerra in Jugoslavia.
- In Croazia e in Bosnia ed Erzegovina, si verificano scontri violentissimi anche con episodi gravissimi di pulizia etnica, città distrutte, stragi di civili, stupri. Gravi danni anche artistici, con splendide città, patrimonio dell'umanità rase al suolo.
- In due attentati vengono uccisi a Palermo i giudici italiani antimafia Giovanni Falcone e Paolo Borsellino.
- In Italia scoppia lo scandalo Mani pulite, che due anni dopo causerà la scomparsa dei principali partiti politici italiani del secondo dopoguerra.
- Il 7 febbraio viene approvato nella cittadina di Maastricht un trattato economico e politico che sancisce la nascita dell'Unione europea.
- Le Nazioni Unite varano un piano urgente di aiuti umanitari nei confronti della Somalia, vessata da una lunga guerra civile.
- 25 maggio – Italia: al sedicesimo scrutinio, viene eletto Presidente della Repubblica il democristiano Oscar Luigi Scalfaro.
- Il 3 novembre negli Stati Uniti il candidato democratico Bill Clinton viene eletto presidente sconfiggendo l'uscente, il repubblicano George H. W. Bush. Clinton rappresenta la cosiddetta "generazione dei quarantenni".

### 1993
- Attraverso un referendum la Cecoslovacchia subisce una secessione pacifica. Nascono la Repubblica Ceca e la Slovacchia.
- In Israele viene raggiunto l'accordo fra Yasser Arafat e Yitzhak Rabin.
- In Sudafrica viene ratificata con un referendum la nuova Costituzione contro l'apartheid.
- Il 24 maggio l'Eritrea ottiene l'indipendenza dall'Etiopia.
- Con la dichiarazione di Washington, fortemente sostenuta da Clinton, Israele e Palestina si riconoscono reciprocamente. I rispettivi leader dei due paesi, Rabin e Arafat, ottengono il Premio Nobel per la pace.

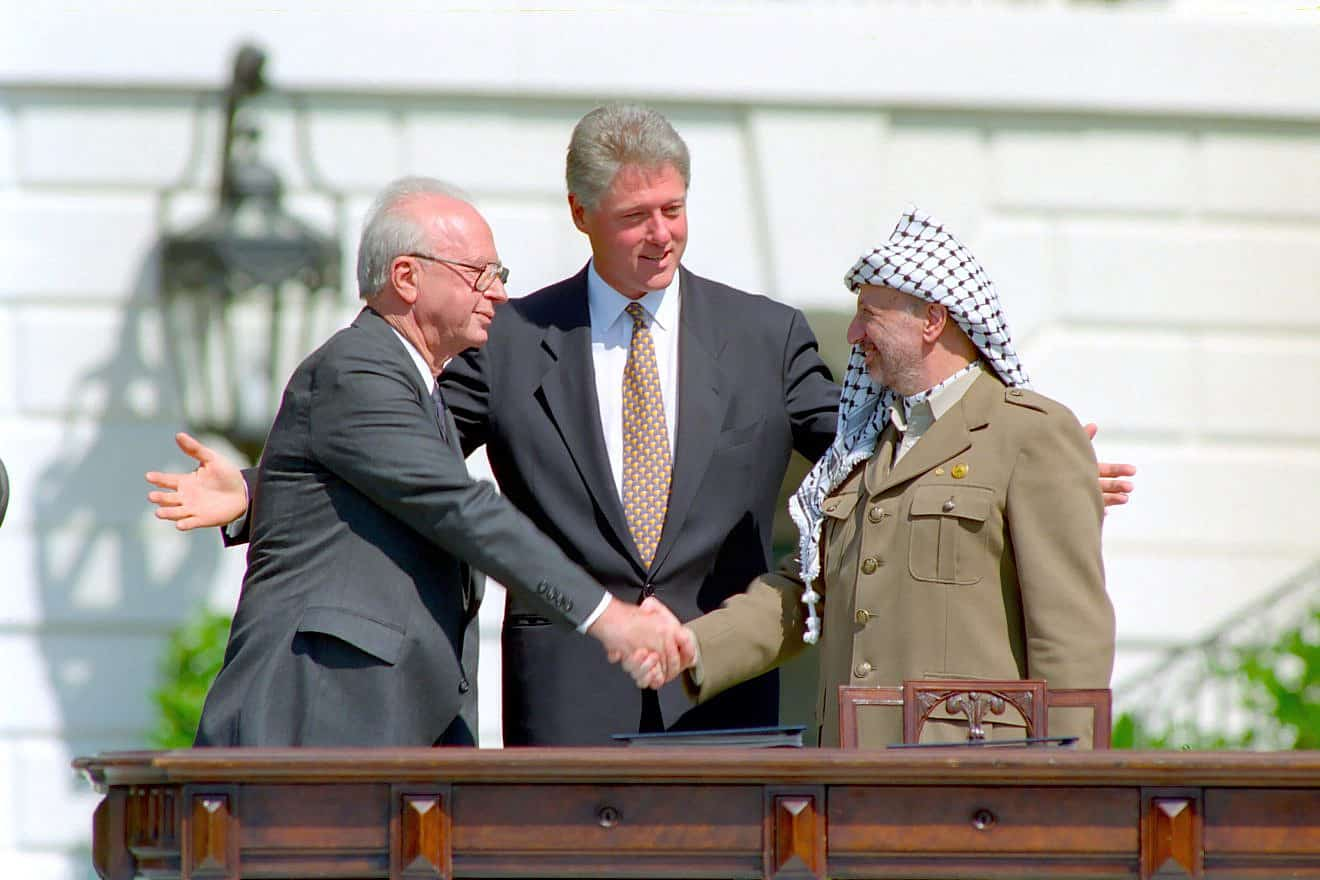
Rabin e Arafat firmano la dichiarazione di Washington, sotto lo sguardo del presidente Clinton

- In Cambogia la monarchia viene ripristinata con Norodom Sihanouk come re.
- In Russia scoppia una grave crisi costituzionale fra il presidente Boris Nikolaevič El'cin e il congresso dei deputati, terminata con l'intervento dei militari e centinaia fra morti e feriti.

### 1994
- L'IRA annuncia uno storico cessate il fuoco e l'apertura di trattative.
- 20 marzo: viene uccisa in un agguato a Mogadiscio, Somalia, la giornalista del Tg3 Ilaria Alpi insieme al suo cameraman Miran Hrovatin. La Alpi si trovava in Somalia per indagare su presunti traffici illegali di rifiuti tossici e di armi che vedevano coinvolti anche esponenti dei servizi segreti italiani.
- Si consuma in Ruanda il genocidio messo in atto dagli Hutu contro la minoranza Tutsi che procura oltre un milione di morti. L'intervento un mese dopo di una forza Tutsi riporta la pace nel paese.
- Nelson Mandela vince le elezioni in Sudafrica, che così abbandona l'apartheid e diventa l'unica vera democrazia dell'Africa. Il suo intento è quello di guidare la nazione verso la riconciliazione fra bianchi e neri.
- In Italia ha inizio la carriera politica del magnate delle comunicazioni Silvio Berlusconi, che di fatto fa passare il Paese dalla "Prima" alla "Seconda repubblica".
- 17 luglio: la Nazionale brasiliana vince il mondiale di calcio battendo l'Italia negli Stati Uniti, conquistando il quarto titolo.
- Debuttano i Marilyn Manson con l'album Portrait of an American Family.
- In tutto il mondo esce Pulp Fiction di Quentin Tarantino, uno dei più grandi successi del cinema, che influisce su molti registi venuti dopo.
- Debuttano gli Oasis con l'album Definitely Maybe.
- Il 3 dicembre la Sony immette sul mercato la prima console della serie PlayStation.
- In Bielorussia viene eletto presidente con l'82 per cento dei voti Aljaksandr Lukašėnka.

### 1995
- La Comunità economica europea diventa Unione europea, che si allarga con 3 nuovi stati (Austria, Finlandia, Svezia), mentre altri due (Norvegia e Svizzera) non vi aderiranno in seguito a referendum popolari.
- Precipita la situazione in Bosnia e i caschi blu riescono a far evacuare solo una parte della popolazione musulmana che rischia lo sterminio da parte dei serbi. L'opinione pubblica di molti paesi chiede con forza l'intervento dell'ONU e una scritta su un muro di Sarajevo distrutta "Help to Bosnia now" (Aiutate la Bosnia ora) diventa lo slogan simbolo della protesta. La mediazione statunitense ed europea ha successo e riesce a raggiungere a novembre un'intesa per la pace in Bosnia.
- La NATO interviene militarmente in Bosnia, ma la guerra raggiunge l'apice: si consuma la strage etnica di Srebrenica e il durissimo assedio di Sarajevo con attacchi di cecchini che hanno provocato molte morti fra i civili. Successivamente la NATO bombarda violentemente le postazioni serbe costringendole a lasciare Sarajevo.
- Viene istituita ufficialmente l'Autorità Nazionale Palestinese, embrione di un futuro stato palestinese. La sua istituzione è però duramente contestata dagli estremisti palestinesi e israeliani. Nello stesso periodo Yitzhak Rabin viene assassinato.
- Esplode una bomba in un edificio federale a Oklahoma City, negli Stati Uniti. Gli attentatori sono due ex militari che hanno partecipato alla Guerra del Golfo. 168 morti.
- Viene lanciata dalla Sony Computer Entertainment, in Europa e negli Stati Uniti la PlayStation, dopo che era stata messa in commercio in Giappone verso la fine del 1994.

### 1996
- Prosegue in Cecenia una sanguinosa guerra civile fra indipendentisti ceceni e l'esercito federale russo.
- In Burundi i Tutsi massacrano gli Hutu per vendicare il genocidio ruandese di due anni prima. L'ONU lascia il paese il 20 aprile.
- Un attentato dell'IRA a Manchester durante i campionati europei di calcio provoca due morti e più di duecento feriti. Si rompe il processo di pace nell'Irlanda del Nord.
- Numerosi bovini nel Regno Unito sono colpiti dal morbo della "mucca pazza". La Commissione europea vara un embargo sulla carne britannica.
- Il volo TWA 800 esplode in volo e precipita davanti alla costa di New York. Muoiono tutti i 230 occupanti.
- Boris El'cin viene rieletto presidente della Russia. In Cecenia i separatisti avanzano e le condizioni di salute di El'cin si aggravano a causa di problemi cardiaci. Il ministro della Difesa, Aleksandr Lebed tenta di prendere il potere, ma El'cin superata brillantemente un'operazione al cuore lo estromette dal governo.
- Le Olimpiadi di Atlanta sono funestate da un attentato terroristico allo Stadio della città durante un concerto rock. Due morti e centocinquanta feriti.
- Un colpo di Stato riporta la pace in Burundi. Intanto lo Zaire viene dilaniato da una grave guerra civile.
- In Belgio il caso del "mostro di Marcinelle", con adolescenti rapite, stuprate e assassinate, fa scalpore in tutta Europa e porta a mobilitazioni di protesta da parte della società civile.

### 1997
- L'Albania cade in un periodo di caos quando la popolazione si rivolta contro il governo del presidente Berisha, ritenuto responsabile della gravissima situazione economica. Interviene una missione di pace, guidata dall'Italia, che garantisce l'ordine fino a nuove elezioni.
- Il premier israeliano Netanyahu autorizza la costruzione di case nella zona est di Gerusalemme, controllata dall'Autorità Nazionale Palestinese. Hamas lancia la prima intifada e anche Arafat minaccia azioni ritorsive contro gli Arabi che vendono le loro terre agli israeliani.
- Negli Stati Uniti, il 26 marzo, avviene il suicidio di massa della setta Heaven's Gate, guidata da Marshall Applewhite.
- Nelle elezioni politiche in Francia e in Gran Bretagna dove prevalgono le forze di centro-sinistra; in particolare vincono a Parigi i socialisti e a Londra i laburisti di Tony Blair.
- Termina il dominio britannico di Hong Kong. La città torna alla Cina dopo 99 anni. Nella Repubblica Popolare muore l'ex presidente Deng Xiaoping, sostituito alla guida del Paese da Jiang Zemin.
- L'IRA annuncia nuovamente un cessate il fuoco per avviare trattative sul futuro assetto dell'Irlanda del Nord.
- Si sfiora una nuova guerra in Iraq dopo che Saddam Hussein decide di espellere la commissione ONU incaricata di controllare il disarmo iracheno previsto dopo la fine della prima guerra del Golfo.
- Nelson Mandela divorzia dalla moglie Winnie, al centro di diversi scandali. Poco dopo, al congresso dell'African National Congress, Mandela annuncia il suo prossimo ritiro dalla vita politica.
- Terremoto di Umbria e Marche.
- A Kyōto, in Giappone viene firmato il protocollo di Kyōto fra 159 stati per contenere l'effetto serra.

### 1998
- Si compie la visita di papa Giovanni Paolo II a Cuba, dove il pontefice è ricevuto da Fidel Castro. Il Papa condanna l'embargo americano e chiede maggior rispetto per i diritti umani.
- Il Presidente degli Stati Uniti Clinton viene coinvolto in uno scandalo per una sua relazione sessuale con la stagista Monica Lewinsky. Il Congresso apre una procedura di impeachment per l'accusa di intralcio alla giustizia ma Clinton viene assolto l'anno dopo. Nonostante il Sexgate la popolarità di Clinton resta alta e i democratici vincono le elezioni parlamentari.
- Il governo di Belgrado invade la provincia del Kosovo, aprendo una nuova politica di pulizia etnica contro la maggioranza albanese che fugge in massa verso l'Albania e la Macedonia. Gli Stati Uniti d'America e alcuni paesi europei, tra cui l'Italia, intervengono con pesanti raid aerei contro la Serbia. Il dittatore serbo Slobodan Milošević si ritira dal Kosovo su cui interviene la missione di pace UNMIK.
- L'IRA, i governi britannico e irlandese e i gruppo paramilitari protestanti raggiungono un accordo il 10 aprile, Venerdì Santo.
- Il 12 luglio la Nazionale francese vince il mondiale di calcio in Francia, conquistando il suo primo titolo.
- Due bombe esplodono nell'ambasciata americana a Nairobi, in Kenya, uccidendo duecentocinquanta persone.
- L'ex dittatore cileno Augusto Pinochet è arrestato dalla polizia spagnola.
- Un aereo della Swissair si schianta a pochi km dalla costa canadese e causa 229 vittime.
- Il 4 settembre viene fondata la società Google LLC.

### 1999
- Entra in vigore nella Unione europea l'Euro, non ancora nella forma di contante.
- 13 maggio – Italia: al primo scrutinio viene eletto Presidente della Repubblica l'ex Governatore della Banca d'Italia Carlo Azeglio Ciampi.
- Romano Prodi è il nuovo presidente della Commissione europea.
- Si diffonde lo scandalo dei cibi contaminati dalla diossina.
- Massicce manifestazioni di piazza contro quello che viene definito "l'imperialismo dell'Occidente" fanno fallire il vertice del WTO. Nasce il movimento no-global, all'epoca conosciuto come "popolo di Seattle".
- Vladimir Putin, nuovo primo ministro della Federazione russa, ordina duri attacchi contro la Cecenia.
- Dopo il grande successo della prima, Sony Computer Entertainment presenta alla stampa la Sony PlayStation 2.
- Il 20 dicembre termina la padronanza di Macao al Portogallo. L'isola tornerà alla Cina.

## Politica
- Con la fine della guerra fredda il quadro geopolitico mondiale si sposta di conseguenza sui conflitti etnici e altre crisi locali.
- A livello italiano, la caduta del muro di Berlino fu come “una pioggia di massi che piovvero in tutte le direzioni e che ancora continuano a far polvere, difatti gli effetti di quel disastro storico furono ampi, complessi e imprevedibili”[1]. La ricaduta fu più ampia della semplice politica, perché coinvolse anche l'immaginario collettivo: "l'intera società italiana sembra (...) non aver capito o digerito sviluppi successivi agli anni ‘80, gli anni dove il progresso c'era ma docile, e il passato rimaneva fissato nei capelli vaporosi e negli abiti fumettistici"[2].
- Il caso tangentopoli e la fine della guerra fredda determinano in Italia una serie di epocali capovolgimenti politici: in seguito alle pesanti accuse di corruzione e al drastico crollo di consensi, partiti come la Democrazia Cristiana e il Partito Socialista si sciolgono. Altri, come il Partito Comunista e il Movimento Sociale cambiano denominazione (rispettivamente in Partito Democratico della Sinistra e Alleanza Nazionale) e scelgono un orientamento politico più moderato. Si vengono poi a creare nuove compagini, come Forza Italia, e vanno rafforzandosi altre come Lega Nord, che divenne addirittura la quarta forza politica in parlamento dopo le elezioni per l'XI legislatura del 5 e 6 aprile 1992. Nasce dunque una nuova fase della politica italiana che, nonostante la carta costituzionale sia rimasta inalterata, viene identificata col nome di Seconda Repubblica.

## Scienza e tecnologia
- La vasta diffusione dei sistemi operativi Microsoft, Windows 95 e 98, decreta il successo del PC IBM compatibile. Le altre case di produzione si ritireranno dal mercato. La Apple, tuttavia, tornerà ad essere competitiva sul finire del decennio grazie al ritorno di Steve Jobs alla dirigenza e al lancio della linea iMac
- Il telefono cellulare diventa vero e proprio accessorio di massa. Lo standard più utilizzato è il GSM, ma verso fine decennio si sviluppano nuove tecnologie che porteranno alla creazione di cellulari di terza generazione.
- Nasce il fenomeno dei CD-ROM multimediali che però viene presto ridimensionato dallo sviluppo dei contenuti disponibili su Internet.
- È il decennio dello sviluppo di Internet. Nel 1998 nasce Google.
- Il finlandese Linus Torvalds inizia lo sviluppo del kernel Linux distribuendolo sotto licenza GNU GPLv2. Viene così inaugurata l'era dei sistemi operativi Linux.
- La PlayStation, una delle prime console a sfruttare una grafica 3D, sbaraglia il mercato delle console per videogames, diventando una delle console più vendute nel mondo (oltre 100 milioni di macchine vendute).
- Nel 1996 viene clonata la pecora Dolly.

## Cinema
- Il cinema internazionale vede un netto prevalere di pellicole statunitensi che, pure in Italia, occupano la maggior parte del circuito distributivo.
- Si assiste ad un netto ritorno del cinema impegnato (Philadelphia, Schindler's List) ma anche delle nette provocazioni al costume e denunce del disagio giovanile (Trainspotting, The Full Monty).
- C'è un netto ritorno dei film catastrofistici e spettacolari, che già negli anni settanta, sebbene più contenuti nella resa visiva, avevano ricevuto un largo consenso. La fantascienza si afferma come genere non soggetto a calo d'interesse da parte del pubblico (a differenza del genere horror).
- Dai primi anni '90 la grafica computerizzata, prima con Terminator 2 - Il giorno del giudizio (1991) e soprattutto poi con Jurassic Park (1993) si mostrerà in tutto il suo potenziale, poiché per la prima volta vengono realizzate delle lunghe scene completamente virtuali. Per questo motivo, e visto l'enorme successo presso il pubblico, le produzioni di questo genere di film richiederanno budget sempre più elevati e gli effetti speciali, secondo la critica, arriveranno in alcuni casi a rubare la scena alla trama stessa dell'opera ed ai suoi contenuti (Independence Day).La vecchia entrata dell'attrazione Jurassic Park agli Universal Studios.

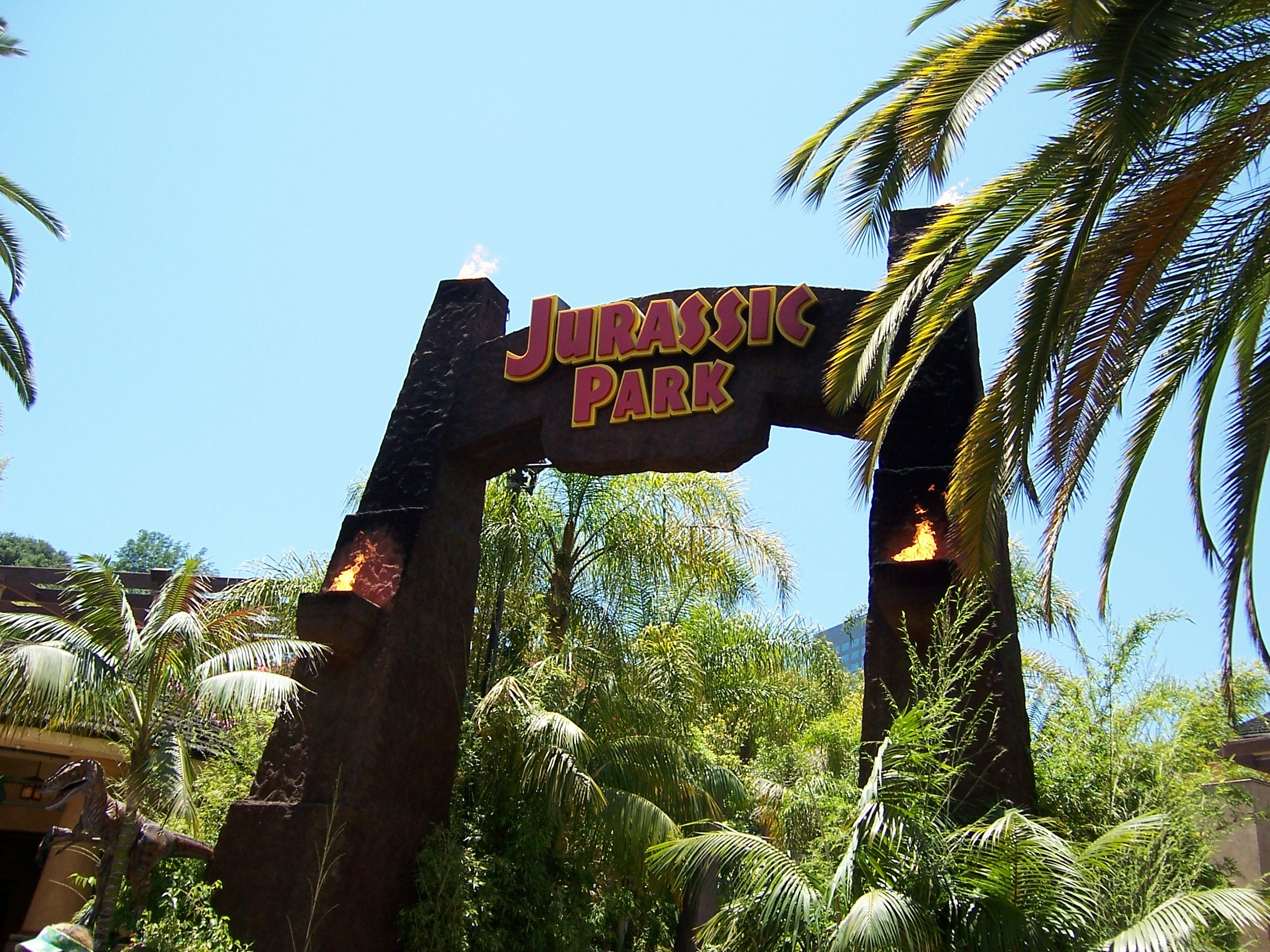
La vecchia entrata dell'attrazione Jurassic Park agli Universal Studios.

- Nel 1995 Lars von Trier e Thomas Vinterberg fondano il movimento Dogma 95.
- Nel 1994 esce il film Forrest Gump. Nello stesso anno Quentin Tarantino, esordendo già con buon successo con Le iene, attira, con il suo capolavoro Pulp Fiction, l'attenzione della critica. Esce anche il film Frankenstein di Mary Shelley, prodotto dalla TriStar Pictures, interpretato da Robert De Niro e considerato l'adattamento più fedele del romanzo della Shelley.
- Agli inizi del decennio il genere thriller riscuote largo consenso (tra i maggiori successi Misery non deve morire) ibridandosi talvolta con l'horror e l'erotico (Il silenzio degli innocenti, Basic Instinct) ma poi non si registreranno molte altre produzioni di rilievo.
- Il genere supereroistico domina le sale cinematografiche grazie soprattutto alla saga di Batman: i film Batman - Il ritorno (1992) e Batman Forever (1995) riscossero un notevole successo di incassi, pubblico e critica, ma il flop di Batman & Robin (1997) segnò la crisi del genere, che si riprese all'inizio degli anni 2000 grazie a X-Men di Bryan Singer e a Spider-Man di Sam Raimi.
- L'animazione conosce una nuova rinascita e la Disney, dopo il periodo di crisi degli anni ottanta, ritorna in auge producendo un lungometraggio l'anno.
I più rappresentativi, che hanno visto abbinata un'elevata azione di merchandising:
  - La bella e la bestia (1991)
  - Aladdin (1992)
  - Il re leone (1994)
  - Pocahontas (1995)
  - Il gobbo di Notre Dame (1996)
  - Hercules (1997)
  - Mulan (1998)
  - Tarzan (1999)
- Nel 1995 esce Toy Story, il primo lungometraggio animato in grafica computerizzata realizzato dalla Pixar Animation Studios. In realtà, la grafica computerizzata era già stata usata in film Disney fin da La bella e la bestia del 1991, ma mai per l'intera durata del film.
- Gli anime (i cartoni animati giapponesi) cominciano ad ottenere i primi consensi di pubblico e critica a livello internazionale grazie alla distribuzione nei cinema occidentali dei lungometraggi d'animazione Akira di Katsuhiro Ōtomo, Ghost in the Shell di Mamoru Oshii e Princess Mononoke di Hayao Miyazaki.Un'immagine dal dietro le quinte del film Titanic del 1997, che diventerà il maggior incasso del decennio e anche della storia del cinema (sino all'uscita di Avatar nel 2009).

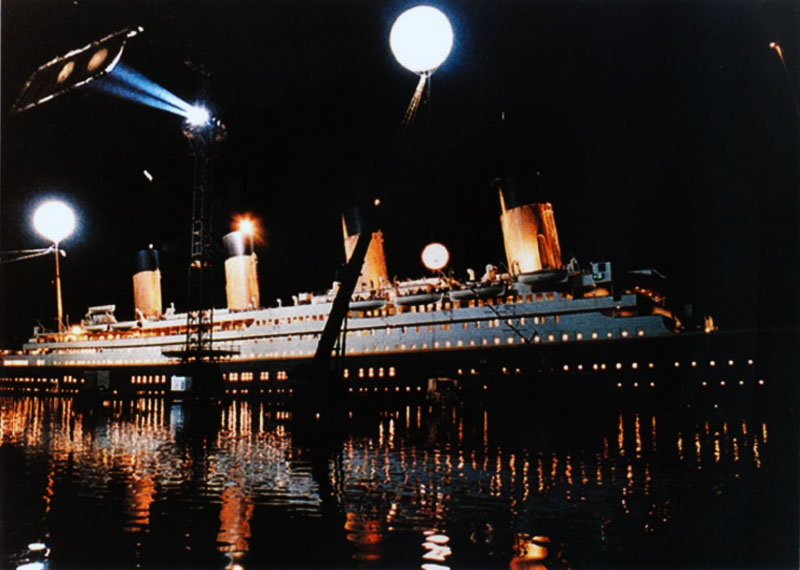
Un'immagine dal dietro le quinte del film Titanic del 1997, che diventerà il maggior incasso del decennio e anche della storia del cinema (sino all'uscita di Avatar nel 2009).

- Nel 1997 esce nelle sale il colossal Titanic che porta al successo Leonardo DiCaprio, Kate Winslet e Céline Dion che canta la colonna sonora, My Heart Will Go On.
- Nel 1999 torna al cinema dopo sedici anni di assenza la grande saga fantascientifica Guerre stellari con il nuovo film Star Wars: Episodio I - La minaccia fantasma, che ottiene il titolo di film con il maggiore incasso dell'anno.
- Dopo 12 anni di silenzio, Stanley Kubrick porta a compimento la sua ultima opera. Eyes Wide Shut vede come protagonisti Tom Cruise e Nicole Kidman, ai tempi ancora sposati, nella loro massima interpretazione di coppia. Il film esce postumo il 16 luglio 1999, dopo la morte del regista sopraggiunta nel marzo dello stesso anno.

## Musica
Particolarmente influente nella prima metà del decennio è il fenomeno grunge, genere di rock alternativo che affonda le sue origini nella Seattle di fine anni ottanta. Il movimento scompare rapidamente in seguito al suicidio di Kurt Cobain, leader dei Nirvana, nel 1994. Altro fenomeno musicale particolarmente rilevante negli anni novanta è il nu metal, ibrido tra il metal e altri generi musicali (hip hop, alternative rock, grunge, industrial metal, funk). Il fenomeno inizia nel 1994, con l'uscita del debutto omonimo dei Korn, seguito un anno dopo da Adrenaline dei Deftones, poi prosegue con l'esordio di altri gruppi tra cui Limp Bizkit, Coal Chamber, Sevendust, Incubus, P.O.D., Papa Roach e Slipknot. Nel decennio successivo emergeranno anche i Linkin Park, gruppo di maggiore successo commerciale del genere. Gli anni novanta sono anche considerati quelli della rinascita del punk rock, grazie al successo di band come Rancid, Green Day, Offspring e Blink-182. Si assiste alla larga diffusione del supporto digitale; il compact disc diventa il supporto più diffuso per ascoltare musica e nello stesso decennio, prima il disco in vinile e poi la musicassetta escono dalla produzione di massa; il disco di vinile rimarrà in commercio solo per i brani da discoteca (necessità dovuta alla maggiore praticità di missaggio tra i vari brani).
- Il giorno 11 maggio 1990 viene pubblicato in Italia Ligabue, il primo album di Luciano Ligabue. Lo stesso anno nascono gli Articolo 31, composti da J-Ax e DJ Jad, primo gruppo rap italiano a riscuotere un vasto successo commerciale.
- Il 12 agosto 1991 esce l'album omonimo Metallica detto anche The Black Album, diventando uno degli album più celebri e venduti della storia del rock e del metal.
- Il 17 settembre 1991 i Guns N' Roses pubblicano il doppio album Use Your Illusion contenenti canzoni come November Rain, Don't Cry, Estranged, You could be mine e la cover Knockin' on Heaven's Door
- Il 24 novembre 1991 muore per AIDS Freddie Mercury, leader dei Queen.
- Nel 1991 i Red Hot Chili Peppers si fanno conoscere al grande pubblico, con l'album Blood Sugar Sex Magik. Il disco, mescolando elementi di rock, rap e funk, ispirerà in parte le successive tendenze musicali.
- Nel 1992 esce I Will Always Love You, reinterpretazione di un brano di Dolly Parton del 1974 da parte di Whitney Houston, inserito nella colonna sonora del film Guardia del corpo dove la diva statunitense recita con Kevin Costner, e diventa il singolo più venduto nella storia da un'artista femminile, con oltre 16 milioni di copie vendute.
- Tra le altre artiste femminili di successo del decennio si annoverano anche Janet Jackson, con gli album janet. (1993) e The Velvet Rope (1997), Alanis Morissette, in particolare con il suo album del 1995 Jagged Little Pill, Björk e Lauryn Hill, che nel 1998 pubblicherà il suo unico album in studio, The Miseducation of Lauryn Hill ottenendo il plauso della critica.[3] Ma sarà Mariah Carey l'artista femminile più venduta del decennio grazie anche al successo senza precedenti del suo singolo natalizio All I Want For Christmas is You, pubblicato nel 1994 e che diventerà in breve tempo un classico del genere.[4]
- Nella musica pop si assiste al fenomeno delle boy band, gruppi musicali spesso creati a tavolino dai produttori musicali, composti da soli ragazzi, in cui tutti cantano e ballano e nessuno suona alcuno strumento. Tra le più famose si ricordano i Take That e i Backstreet Boys. Sul finire del decennio nascono anche le loro controparti femminili, come le Spice Girls e le All Saints.
- Nella prima parte del decennio nasce il genere Britpop che vede come pionieri del genere i fratelli Noel Gallagher e Liam Gallagher della band Oasis, i The Verve e i Blur, entrambi ottengono un successo strepitoso a livello mondiale con i circa 45 milioni di dischi venduti dagli Oasis in soli 3 anni.
- Altri importanti artisti pop del decennio furono Robbie Williams (una volta abbandonati i Take That), Britney Spears e la sempreverde Madonna; dopo un periodo di crisi, Cher torna al successo con Believe e diventa la cantante più anziana ad aver una numero uno in classifica; in Italia Believe resterà al vertice per 11 settimane di fila.
- In Italia, grazie anche alla loro fortunata partecipazione al Festival di Sanremo, si affermano nuove voci; è il caso di Laura Pausini, che nel 1993 vinceva le Nuove Proposte con La solitudine. Nel 1994 riscuote invece successo anche il tenore Andrea Bocelli con il pezzo Il mare calmo della sera. Mentre nel 1995, Giorgia trionfa a sorpresa tra i Big con il brano Come saprei. La Pausini e Bocelli in particolare riscuoteranno anche un grande successo a livello internazionale.
- Si assiste ad un grandissimo successo della musica dance, che contaminerà anche il genere pop. L'Eurodance ottiene un grande successo commerciale che raggiunge il culmine tra il 1993 e il 1996, con interpreti come Culture Beat, Haddaway, La Bouche, 2 Unlimited, Captain Hollywood Project, Aqua; parimenti, si assiste all'enorme successo delle produzioni italiane come Corona, Ice MC, Datura, Da Blitz, Gigi D'Agostino, Eiffel 65, Robert Miles. Dopo questo periodo l'House comincerà a tornare in voga con un suo sottogenere, la French house, che aprirà la strada verso il revival della disco music in tutto il mondo.
- Muoiono assassinati i rapper Tupac Shakur, nel 1996, e The Notorious B.I.G., nel 1997. Dopo le loro dipartite verranno pubblicati numerosi album postumi, che contribuiranno ad aumentare la popolarità della musica rap, e in particolare della sua variante gangsta. A fine decennio iniziano anche i successi del più celebre rapper bianco, Eminem.
- In questo decennio, diversi lutti colpiscono anche il mondo della musica leggera italiana. Il 7 ottobre 1992 viene stroncato da un tumore ai polmoni Augusto Daolio voce dei Nomadi. Il 6 agosto del 1994 si spegne Domenico Modugno diventato celebre alla fine degli anni cinquanta con la canzone Nel blu dipinto di blu. Il 12 maggio 1995 a soli 47 anni, scompare a causa di un arresto cardiocircolatorio la cantante Mia Martini. Sorella maggiore di Loredana Bertè, esordí negli anni 70 in pezzi come Donna sola, Minuetto e Piccolo uomo. Malato da quasi due anni di tumore al colon, Ivan Graziani si spegne il 1º gennaio 1997, all'età di 51 anni. Tra i suoi brani più famosi si ricordano Agnese, Firenze (Canzone Triste) e Lugano addio. Il 9 settembre 1998, a Milano, un male incurabile si porta via Lucio Battisti, esattamente due mesi dopo Aldo Stellita, bassista dei Matia Bazar. L'11 gennaio 1999, lo stesso triste destino toccherà al cantautore genovese Fabrizio De André; portano la sua firma tanti successi, tra i quali Bocca di Rosa, La Canzone di Marinella e La Guerra di Piero.
- Durante il decennio vengono pubblicati due degli album di maggior successo dal cantautore e ballerino statunitense, Michael Jackson: il 26 novembre 1991, l'album Dangerous (che ha venduto oltre 45 milioni di copie) e il 16 giugno 1995, il doppio album HIStory: Past, Present and Future - Book I, che risulta essere il doppio album più venduto di sempre da un artista solista, con 30 milioni di copie vendute nel mondo (corrispondenti a 60 milioni di unità). In seguito l'artista si imbarca in quella che diventerà la sua ultima tournée, e quella di maggior successo, l'HIStory World Tour, con 82 concerti eseguiti in 35 nazioni e 5 continenti con oltre 4,5 milioni di spettatori paganti e un incasso di oltre 165 milioni di dollari.

## Televisione
- Nascono serie come Law & Order - I due volti della giustizia, E.R. - Medici in prima linea, X-Files, NYPD - New York Police Department e tante altre.
- Hanno grande successo le situation comedy Willy, il principe di Bel-Air, Friends, Beverly Hills 90210 ecc. sempre più seguite da ogni fascia d'età.
- La serie Baywatch, iniziata nel 1989 negli USA, ha un grande successo nei primi anni '90 rendendo famosa in tutto il mondo la modella e attrice Pamela Anderson.
- Nel 1990 nasce, e ha un grande successo a livello mondiale, la serie I segreti di Twin Peaks diretta da David Lynch.
- Tra i cartoni animati del decennio si annoverano i primi cartoni pensati anche per un pubblico adulto che vengono trasmessi in prima serata come I Simpson, serie iniziata negli Stati Uniti nel 1989, ma che avrà il suo grande successo a livello globale negli anni '90, e South Park.
- Nasce la televisione satellitare digitale, diffusa in Italia attraverso i bouquet D+ e Stream. L'offerta televisiva si arricchisce con la trasmissione di film in anteprima e delle partite del campionato di Serie A e B.
- Sulle reti Fininvest fanno la loro comparsa i telegiornali.

## Costume
- Le top model diventano delle vere e proprie star, tra le più richieste e più pagate Claudia Schiffer, Linda Evangelista e Naomi Campbell.
- In Europa si affermano i parchi di divertimento e strutture analoghe concepite esclusivamente per lo svago (come il Sega World di Londra); il 12 aprile del 1992 vicino a Parigi viene inaugurato Euro Disney (ora conosciuto come Disneyland Paris), primo parco di divertimenti della Disney in Europa.
- All'inizio del decennio si registra un enorme successo delle discoteche, mantenuto tale poi fino agli inizi degli anni 2000.
- Nascita della cultura dello sport, del benessere e del "viver sano": gli articoli e gli indumenti sportivi, sempre più caratterizzati da ricerca e tecnologia, aumentano notevolmente di prezzo (caso dei pattini rollerblade, considerati cimelio del decennio); si diffondono i centri estetici; si diffondono i marchi di prodotti biologici.
- Si diffonde il bungee jumping.
- Il successo della PlayStation porta alla nascita di diverse serie destinate presto ad essere molto popolari e all'arrivo in Europa di alcune serie giapponesi sbarcate fino ad allora in occidente solo fino agli Stati Uniti, come per esempio, nel primo caso, quelle di Tomb Raider (La cui protagonista Lara Croft diverrà uno dei sex-symbol videoludici per eccellenza) e Resident Evil. Nel secondo, quelle di Final Fantasy a partire dal settimo capitolo e di Metal Gear da Metal Gear Solid: la generazione della seconda metà degli anni novanta viene così definita Generazione PlayStation.Il primo modello di PlayStation pubblicata dalla Sony nel 1994.
- Nell'uso della tecnologia:

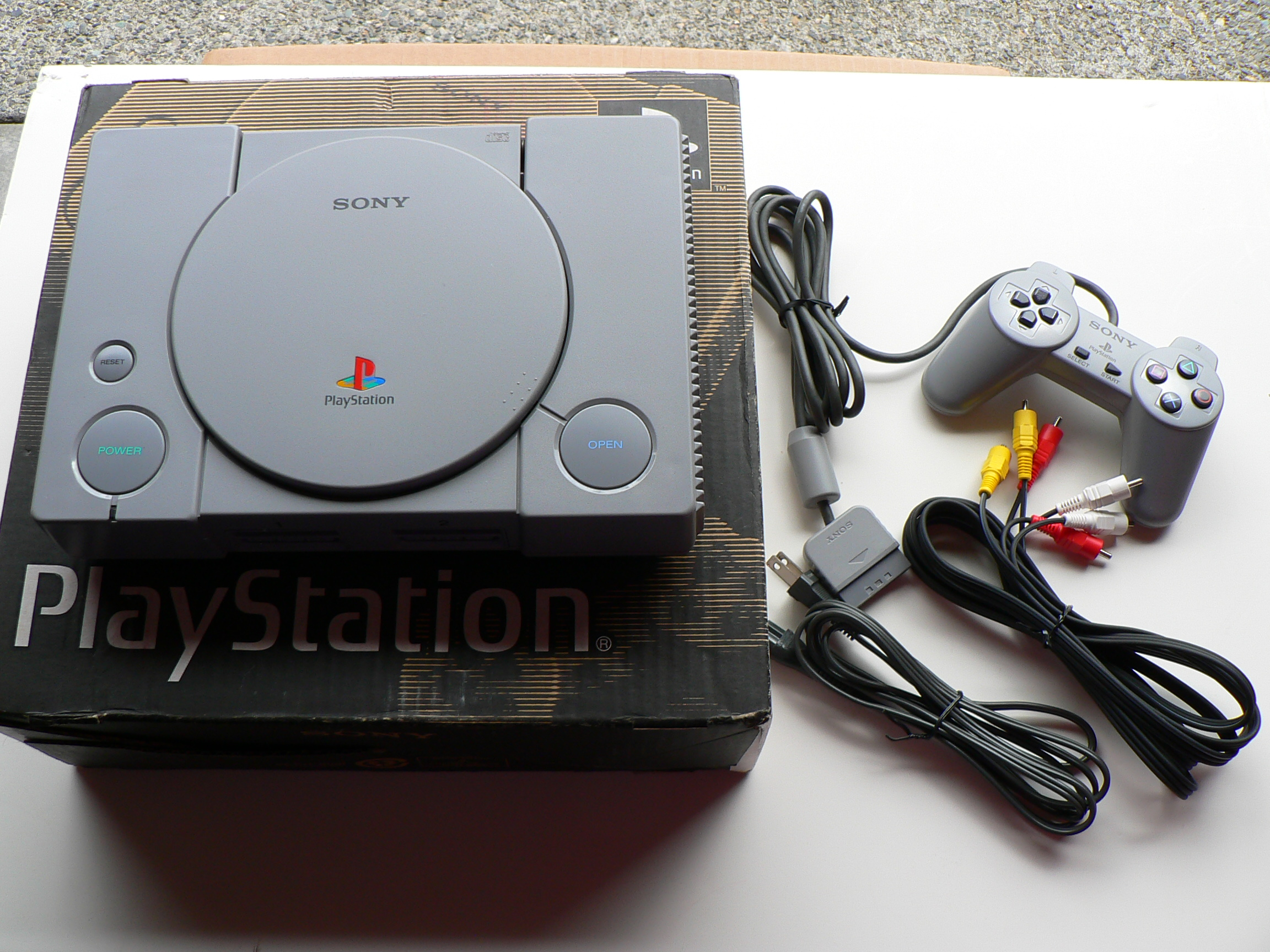
Il primo modello di PlayStation pubblicata dalla Sony nel 1994.

  - A metà del decennio farà molto discutere l'imprevedibile ed apparentemente inspiegabile successo del Tamagotchi, il pulcino virtuale d'invenzione giapponese da allevare ed accudire;
  - Nel 1997 inizia a diffondersi la cultura cyber space e divengono di uso comune termini come "virtuale", "cliccare", "navigare", "connesso" e "on-line";
  - Il Personal computer diventa più accessibile nel prezzo, soprattutto se assemblato, ed entra nella maggior parte delle case; diffusione esponenziale nel settore terziario:
    - Negli uffici pubblici inizia la parziale digitalizzazione degli archivi e dei dati;
    - Negli studi tecnici, alla fine del decennio, inizia ad imporsi il disegno al computer e, data la maggiore elasticità nell'apportare modifiche, nonché redigere elevati numeri di copie degli elaborati, tutto il materiale come matite, tecnigrafi e penne a china, storicamente corredo di disegnatori, cadono in poco più di un anno in disuso ed alcuni articoli escono addirittura dalla produzione.

  - Cadono del tutto in disuso le macchine da scrivere;
  - S'impone il sistema operativo Microsoft Windows e molti notiziari riprenderanno l'assalto dei clienti ai negozi d'informatica all'uscita di Windows 95;
  - Inizia l'era telematica e, data la facilità con cui possono essere ora trasmessi e scambiati dati personali sensibili, inizia il dibattito sulla privacy (1997);
  - A fine decennio, successo impressionante delle Chat line.
- Nei paesi europei, tra cui in primis l'Italia, si assiste al fenomeno dell'immigrazione da paesi dall'Europa orientale, Africa del nord e Albania.
- Molti cambiamenti nel settore dei trasporti:
  - A metà del decennio, veicoli come il ciclomotore verranno completamente soppiantati dagli scooter;
  - La benzina "normale" e poco dopo la "super" (lancia rossa) escono di produzione; nei distributori alla fine del decennio viene erogata solo benzina verde (SP) e gasolio;
  - S'impongono i distributori self service 24 ore.

## Personaggi
- Francesco Cossiga
- Oscar Luigi Scalfaro
- Giulio Andreotti
- Giuliano Amato
- Carlo Azeglio Ciampi
- Silvio Berlusconi
- Lamberto Dini
- Romano Prodi
- Massimo D'Alema
- George H. W. Bush
- Bill Clinton
- Michail Gorbačëv
- Boris Nikolaevič El'cin
- Jiang Zemin
- John Major
- Tony Blair
- François Mitterrand
- Jacques Chirac
- Helmut Kohl
- Gerhard Schröder
- Felipe González
- José María Aznar
- Javier Solana
- Slobodan Milošević
- Franjo Tuđman
- Václav Havel
- Lech Wałęsa
- Aljaksandr Lukašėnka
- Leonid Kučma
- Frederik de Klerk
- Nelson Mandela
- Elisabetta II
- Diana Spencer
- Papa Giovanni Paolo II
- Fidel Castro
- Alberto Fujimori
- Sali Berisha
- Hugo Chávez
- Yitzhak Rabin
- Shimon Peres
- Benjamin Netanyahu
- Ehud Barak
- Hosni Mubarak
- Saddam Hussein
- Mohammad Khatami
- Yasser Arafat
- Akihito
- Kim Young-sam
- Kim Dae-jung
- Kim Il-sung
- Kim Jong-il
- Kurt Cobain